# 李千鶴
李 千鶴（りーちづる, Chizuru Lee,1981年9月3日 - ）は、日本の女優。
東京都出身、日本大学芸術学部演劇学科演技コース卒業。文学座出身。ギフト所属。演劇ユニットThéâtre MUIBOメンバー。劇団阿佐ヶ谷スパイダース団員。母方の祖父は動物文学者の戸川幸夫。

## 略歴・人物
東京出身で祖父が韓国人のクォーター。
初のテレビドラマレギュラー出演である『非婚同盟』の役作りのために、体重を8.5kg増量した。
2018年2月より劇団阿佐ヶ谷スパイダースにオーディションを経て新メンバーとして入団する。
趣味・特技はピアノ・クラリネット・テニス・バレーボール、釣り・キャンプ・編み物。

## 出演

### 映画
- 鍵泥棒のメソッド（2012年） - 副編集長 役 監督/内田けんじ
- 踊る大捜査線 THE FINAL 新たなる希望（2012年）監督/本広克行
- ねこタクシー　監督/ 亀井亨
- 食堂かたつむり　監督/富永まい
- 愚行録 (2016年) 監督/石川慶
- 奥田民生になりたいボーイと出会う男すべて狂わせるガール(2017年9月16日)監督/大根仁
- LOVE LIFE (2022年) 監督/深田晃司
- かぞく (2023年) 監督/澤寛

### 劇場アニメ
- バケモノの子（2015年）

### テレビドラマ
- 非婚同盟（2009年、東海テレビ） - 大江和子 役（初レギュラー出演[2]）準主演
- 怨み屋本舗REBOOT（2009年、テレビ東京） - 関口真紀子 役
- 傍聴マニア 09(2009年10月23日-12月25日、日本テレビ)
- 行列48時間（2009年10月30日 - 、NHK総合） - 知恵 役　セミレギュラー
- ねこタクシー（2010年1月 - 2010年4月、独立UHF局他） - 山梨景子 役　レギュラー
- スクール!!(2011年、フジテレビ)
- 示談交渉人 ゴタ消し（2011年3月24日、読売テレビ）
- 遺留捜査第1シリーズ 第9話（2011年6月8日、テレビ朝日） - 大橋直子 役
- ステップファザー・ステップ（2012年1月9日、TBS） - 井口雅子 役
- レイコと玲子(2012年、フジテレビ）
- 踊る大捜査線 THE TV SPECIAL(2012年9月1日、フジテレビ)
- ドルチェ 第1作（2012年10月12日、フジテレビ） - 山川春香 役
- TOKYOエアポート〜東京空港管制保安部〜 第2話 （2012年10月21日、フジテレビ）
- 相棒 season11 第5話（2012年11月7日、テレビ朝日） - 富田明美 役
- あぽやん〜走る国際空港（2013年1月 - 3月、TBS） - 岡浜美波 役
- 新・犯罪交渉人 百合子(2013年9月-、テレビ東京)
- 夫のカノジョ（2013年10月 - 12月、TBS） - 吉田茉莉子 役　レギュラー
- ドクターX〜外科医・大門未知子〜3（2014年10月 - 12月） - 広瀬真弓 役　準レギュラー
- 医龍4-Team Medical Dragon- 第6話（2014年2月13日、フジテレビ） - 平山千尋 役
- 鼠、江戸を疾る ２(2016年4月14日-6月2日、NHK) - お絹 役
- PTAグランパ!（2017年4月 - 5月、NHK BSプレミアム） - 隈井梨花 役　レギュラー
- 春が来た(2017年、WOWOW)
- PTA グランパ 2！(2018年4月8日-5月27日、NHK)準レギュラー
- 特捜9season1 第6話（2018年5月16日、テレビ朝日） - 佐竹恭子 役
- 小京都連続殺人事件4（2019年2月9日、フジテレビ） - 小川和子 役
- 名探偵・明智小五郎(2019年3月30日-31日、テレビ朝日)- 沙樹 役
- ランチ合コン探偵(2020年1月9日-3月12日、日本テレビ)- 小日向清子 役
- ラインの答え合わせ サイドストーリー(2020年、読売テレビ)
- FOLLOWERS(2020年2月27日ー、NETFLIX)- ヨコヤマ 役
- 24 JAPAN 第4・5話（2020年10月30日 - 11月6日、テレビ朝日） - 横田君江 役
- ノースライト(2020年12月12日-12月19日、NHK) - 深水真子 役
- しまねがドラマになるなんて！-東早苗 役
- 僕の姉ちゃん(2021年、2022年、Amazon、テレビ東京) - 進藤由紀恵 役
- 拾われた男(2022年、NHK、Disney+) - 奥さん 役
- 覆面D(2022年10月15日ー、ABEMA)
- 藤子･Ｆ･不二雄 SF短編ドラマ　テレパ椎(2023年6月1日、NHK BS)
- ワンダーハッチ(2023年ー、Disney+) - ソンの母 役
- 理想的本箱(2023年、NHK)
- 366日(2024年4月8日-6月17日、フジテレビ) - 根岸 役
- D&D〜医者と刑事の捜査線〜 第6話（2024年11月22日、テレビ東京） - 本物の日浦光江 役[4]

### PV
「福笑い」（高橋優）

### 舞台
- 「アンネの日」作・演出/詩森ろば
- 「ジャイアンツ」作・演出/長塚圭史
- 「女学者たち」作/モリエール　演出/五戸真理枝
- 「bug」作/トレーシー・レッツ　演出/詩森ろば
- 「痩せた背中」原作/鷺沢萠 脚本・演出/詩森ろば
- 「愛の向田邦子劇場」　構成・演出・出演
- 「老いと建築」（阿佐ヶ谷スパイダース）作・演出/長塚圭史
- 「KYODEN'S WOMAN」作・演出/長塚圭史
- 「墓場で女が蘇った」演出/田中麻衣子
- 「かなわない夢ガール」（タイマン）脚本/齋藤陽介 演出/須貝英
- 「桜姫」（阿佐ヶ谷スパイダース）作・演出/長塚圭史
- 「オットセイ・オデッセイ」（モジリ兄とヘミング）作・演出/Ｇ２
- 「どうぶつ会議」作/井上ひさし 演出/田中麻衣子
- 「MAKOTO」（阿佐ヶ谷スパイダース）作・演出/長塚圭史
- 「ゴッゴローリ伝説」演出/田中麻衣子
- 「４センチメートル」（風琴工房）作・演出/詩森ろば
- 「わたしの物語」（MUIBO）演出/田中麻衣子
- 「ホテルニューオーツカ」（４Ｄプロジェクト）作・演出/金川慎一郎・田中裕介・寺尾学ぶ・芳賀薫
- 「PROOF／証明」（風琴工房）脚本/デヴィッド･オーバーン　翻訳・演出/詩森ろば

- 『おるがん選集3』
- 『Le Nez〜 ル・ネ』
- 『イドメネウス』
- 『地球の宝ものインドのトラとゾウを守る2010〜2013』
- 『11のささやかな嘘』
- 『jataka』
- 『カリカMEETS vol.4』
- 『ウル・ファウスト2008』
- 『リア王の娘たち』ゴネリル 役
- 『紙風船』
- 『トリツカレ男』ペチカ 役
- 『罪と罰』ソーニャ 役
- 『田舎奇談』ビクトーリア 役
- 『萩家の三姉妹』南 役
- 『天保十二年のシェイクスピア』
- 『二号』御園とく 役
- 『少女仮面』
- 『アイスクリームマン』岡本 役
- 『家を出た』大貫 役
- 『二十世紀少年少女唱歌集』春江 役
- 『夏の夜の夢』ヘレナ 役
- 『なぜか青春時代』浅井ふね 役
- 『三人姉妹』
- 『女の一生』総子 役
- 『女学者たち』[5]
- 『The Breath of Life』[6]

### CM
- ライオンNONIO「届いてる」篇
- Sansan 『新しい景色へ』篇
- キリン一番搾り「夏が来る」篇
- クラムる「自己流」篇
- セブンイレブン「揚げ物」篇
- ホットペッパーグルメ
- マクドナルド　「ポテナゲ」篇
- キリン一番搾り「まちがう人」篇
- 日本郵便
- DeNA Mobage大連携 !! オーディンバトル「大先輩」篇
- 日本生命